# ベル・オンブ
ベル・オンブ（英語: Bel Ombre、フランス語: Bel Ombre、セーシェル・クレオール語: Belonm）は、セーシェルの地区のひとつ。

## 隣接行政区画
- ボー・ヴァロン
- ポール・グロー